# شارة الأرجنتين

الشارة الوطنية للأرجنتين.

الشارة الأرجنتينية هي واحدة من الرموز الوطنية للأرجنتين، التي أُقيمت بموجَب مرسوم صادر في 18 فبراير 1812 من قِبل الحكومة الثلاثية الأولى التي قررت أن «الشارة الوطنية لاتحاد محافظات ريو دي لا بلاتا يجب أن تكون من الألوان الأبيض والأزرق الفاتح».
العيد الوطني للشارة هو يوم 18 مايو، وهو التاريخ الذي تم فيه استخدامها لأول مرة من قِبل سيدات بوينس آيرس خلال أحداث ثورة مايو 1810.

## الأصل
لا يمكن تحديد منشأ ألوان الشارة وأسباب اختيارها بدقة. من بين الروايات العديدة تذكر إحداها أن الألوان الأبيض والأزرق الفاتح تم تبنيها لأول مرة خلال الغزو البريطاني لريو دي لا بلاتا في 1806 و1807 من قبل نخبة الأرستقراطيين، وهم أول تنظيم من المليشيات الحضرية في ريو دي لا بلاتا. من المفترض أن مجموعة من السيدات من بوينس آيرس ارتدوا الشارة أول مرة في 19 مايو 1810، في زيارة إلى الكولونيل آنذاك كورنيليو سافيدرا زعيم النخبة.
بين 22 مايو و25 من نفس العام، يذكر أن الوطنيين حددوا أتباع ثورة مايو بإعطائهم شرائط بتلك الألوان. جاء في مخطوطة مجهولة نقلها المؤرخ مارفاني أنه في يوم 21 مايو، قدم الثوار أنفسهم بشرائط بيضاء على ملابسهم وقبعاتهم. علق خوان مانويل بيروتي في مذكراته على استخدام أشرطة بيضاء على الملابس والشارات مع أغصان الزيتون على القبعات.
كما نُقل على لسان الموظف الإسباني فاوستينو أنساي أنه عندما وصلت أخبار الثورة إلى مندوزا، بدأ مؤيدوها يرتدون خطوطًا بيضاء. يقول تقرير منسوب إلى رامون مانويل دي بازوس أنه في 21 مايو 1810، قام دومينغو فرنش وأنطونيو بروتى بتوزيع هذه الأشرطة كعلامة على السلام والوحدة بين الوطنيين وأنصار الحكومة الإسبانية، ولكن نظرًا لعداء المجموعة الأخيرة، بدأوا في 25 مايو نشر خطوط حمراء كإشارة إلى نادي اليعاقبة. وقد تم تبني كلا اللونين في وقتٍ لاحق.
أكدت رواية علي لسان بارتولومي ميتر أن الفرنسيين "دخلوا في أحد المتاجر في منطقة "ريكوفا" وأخذوا عدة أشرطة بيضاء وزرقاء فاتحة. كما وضعوا مجموعة من الحراس معهم أوامر بالسماح للوطنيين فقط بالدخول وجعلهم يرتدون الأشرطة المميزة، على الرغم من أن روايته قد يشوبها التحيز نظرًا لأن اللون الأزرق كان أحد ألوان الحزب الذي كان عضوًا فيه والذي سيُعرف لاحقًا باسم "حزب الموحدين". ربما كانت كلمات ميتر هي التي أنشأت الاعتقاد الخاطئ الذي يعزو تشكيل الشارة الأرجنتينية إلى الفرنسية.
من المعروف أنه في مارس 1811، قامت الجمعية الوطنية التي أنشأها أشخاص من دائرة ماريانو مورينو بارتداء الشرائط البيضاء والزرقاء الخفيفة.

## العلاقة بينها وبين العلم الأرجنتيني

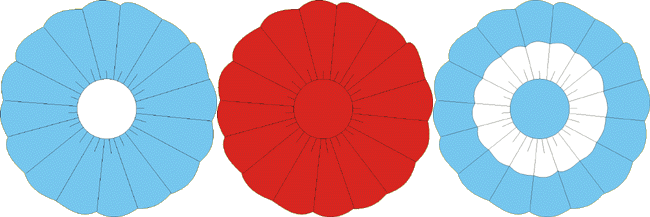
الشارة الأرجينتينية في 1810 (بالأبيض والأزرق)، وفي 1811 (بالأحمر)، وفي 1812 (بالأبيض والأزرق).

في ملاحظة مؤرخة في 13 فبراير 1812، طلب مانويل بلغرانو من الحكومة الثلاثية استخدام الشارة الوطنية ذو اللونالأبيض والأزرق الفاتح، مضطرًا إلى إغفال اللون الأحمر منذ أن استخدمته القوات الإسبانية والملكيين كلون مميز ضد الثورة. تقول الأسطورة أن بلغرانو كان مثأثرًا بالسماء والسحاب عند اختيار مثل هذه الألوان، لكنه أخذها من الأشرطة والشارات التي كانت تستخدم بالفعل.
في 18 فبراير 1812، قررت الحكومة إنشاء الشارة الوطنية لاتحاد محافظات ريو دي لا بلاتا باللون الأزرق الفاتح على حدودها الخارجية ومركزها، واللون الأبيض فيما بينهما.
ثم استخدم بلغرانو نفس الألوان لتصميم العلم الوطني، الذي أدَّى أمامه رجاله القسم الأول في 27 فبراير. وفي ذلك اليوم أمرت الحكومة الثلاثية بلغرانو بتولِّي مسؤولية الجيش الشمالي (Ejército del Norte) ونتيجة لرحيله الفوري، لم يدرك أن الحكومة رفضت العلم الجديد.